# Bentlage (Rheine)
Bentlage ist ein Stadtteil der westfälischen Stadt Rheine im Kreis Steinfurt in Nordrhein-Westfalen. Bentlage liegt an der B 481 nordwestlich der Innenstadt zwischen Ems und der Bahnlinie nach Norddeich. Östlich der B 70 ist Bentlage ländlich geprägt, westlich davon dichter bebaut (u. a. Wohngebiet Ellinghorst). Nördlich von Bentlage verläuft die Landesgrenze zu Niedersachsen.

## Sehenswürdigkeiten
In Bentlage liegen der Rheiner Zoo, das ehemalige Kloster Bentlage, die Saline Gottesgabe, das Emslandstadion und die Theodor-Blank-Kaserne (von 1939 bis 2012 der Heeresflugplatz Rheine-Bentlage).
In der Liste der Baudenkmäler in Rheine sind für Bentlage drei Baudenkmale aufgeführt.